# So Pure
So Pure is een nummer van de Canadese zangeres Alanis Morissette uit 1999. Het is de vierde single van haar vierde studioalbum Supposed Former Infatuation Junkie.
"So Pure" gaat over Morissette's toenmalige vriend Dash Mihok. Het album "Supposed Former Infatuation Junkie" dankt zijn naam aan een tekst uit dit nummer, namelijk de regels "Supposed former infatuation junkie, I sink three pointers and you wax poetically".

## Tracklijst
UK CD1
1. "So Pure" (albumversie) – 2:49
2. "I Was Hoping" (acoustic modern rock live) – 4:34
3. "So Pure" (Pure Ecstasy extended mix) – 6:04

UK CD2
1. "So Pure" (albumversie) – 2:49
2. "Would Not Come" (live) – 4:13
3. "So Pure" (acoustic modern rock live) – 2:42